# Abyss (worstelaar)
Christopher Joseph Park (Washington D.C., 4 oktober 1973) is een Amerikaans professioneel worstelaar die sinds 2019 actief is in de World Wrestling Entertainment. Hij vervuld zijn rol als Road Agent voor de federatie.
Park is jaren lang actief geweest voor Total Nonstop Action Wrestling (TNA), de derde grootste worstelbedrijf achter WWE en AEW. Hij stond bekend onder zijn ringnaam Abyss. Park is een voormalige NWA Worlds Heavyweight Champion, door een samenwerking tussen TNA en de National Wrestling Alliance (NWA). Hij is een voormalige TNA X Division Champion en een NWA World Tag Team Champion. Voorts is hij een tweevoudig TNA World Tag Team Champion en TNA Television Champion, waarvan zijn tweede periode meteen de langste was, met name 396 dagen als kampioen.
Voorts is Park in TNA een 4-voudig Triple Crown Champion en 2-voudig Grand Slam Champion. In 2018 werd hij opgenomen in de Impact Hall Of Fame. Hij was 17 jaar lang actief voor TNA.

## In het worstelen
- Finishers
  - Als Abyss
    - Black Hole Slam
    - Shock Treatment

  - Als Prince Justice
    - Death Penalty
    - Royal Decree

  - Als Joseph Park
    - Closing Argument
    - Spinning side slam
- Signature moves
  - Big boot
  - Chokeslam
  - Corner slingshot splash
  - Military press dropped into a flapjack
  - Overhead belly to belly suplex
  - Spear
  - Twisting chinlock
- Managers
  - Don Callis
  - Goldy Locks
  - Psycho
  - James Mitchell
  - Prince Nana
  - Chris Bussey
  - Hulk Hogan
  - Chelsea
  - Ric Flair
  - Jeff Jarrett
  - Karen Jarrett

## Prestaties
- 1 Pro Wrestling
  - 1PW World Heavyweight Championship (2 keer)[3]
  - 1PW World Heavyweight Championship Tournament (2006)
- Asistencia Asesoría y Administración
  - AAA World Tag Team Championship (1 keer) – met Chessman[4]
- American States Wrestling Alliance
  - ASWA Tag Team Championship (1 keer) – met Chris Harris[5]
- Border City Wrestling
  - BCW Can-Am Heavyweight Championship (1 keer)[6]
- Buckeye Pro Wrestling
  - BPW Heavyweight Championship (1 keer)[7]
- Buzzsaw Championship Wrestling
  - BCW Buzzsaw Championship (1 keer)[8]
- Compound Pro Wrestling
  - ComPro Heavyweight Championship (1 keer)[9]
- Intense Championship Wrestling
  - ICW Heavyweight Championship (1 keer)
- International Wrestling Association
  - IWA Intercontinental Heavyweight Championship (1 keer)[10]
  - IWA Hardcore Championship (3 keer)[10]
  - IWA World Tag Team Championship (3 keer)[10] – met Miguel Pérez, Jr. (2) en Glamour Boy Shane (1)
- Mid South Wrestling Alliance
  - BCW Buzzsaw Championship (1 keer)[8]
- Monster Factory Pro Wrestling
  - MFPW Heavyweight Championship (1 keer)[11]
- National Wrestling Alliance
  - NWA Cyberspace Heavyweight Championship (1 keer)[12]
  - NWA Iowa Heavyweight Championship (1 keer)[10]
  - NWA Missouri Heavyweight Championship (1 keer)[10]
  - NWA Wildside Heavyweight Championship (1 keer)[10]
  - NWA Florida Junior Heavyweight Championship (1 keer)[13]
  - NWA United States Heavyweight Championship (1 keer)
- Ohio Valley Wrestling
  - OVW Heavyweight Championship (2 keer)[14]
  - OVW Heavyweight Title Tournament (2018)
- One Pro Wrestling
  - 1PW Heavyweight Championship (2 keer)[15]
- Pro Wrestling Illustrated
  - Gerangschikt op #23 van de top 500 worstelaars in de PWI 500 in 2007 en 2010[16][17]
- Ring Ka King
  - RKK Tag Team Championship (1 keer)[18] – met Scott Steiner
  - World Cup of Ring Ka King (2012) – met Scott Steiner, Deadly Danda, Sir Brutus Magnus, en Sonjay Dutt
- Ring of Honor
  - Trios Tournament (2006) – met Alex Shelley en Jimmy Rave
- River City Wrestling
  - RCW Championship (1 keer)[19]
- Superkick'D
  - Superkick'D Championship (1 keer)[20]
- Total Nonstop Action Wrestling/Impact Wrestling
  - NWA World Heavyweight Championship (1 keer)
  - TNA X Division Championship (1 keer)[21]
  - TNA Television Championship (2 keer)[22]
  - TNA World Tag Team Championship (2 keer)[23] – met James Storm (1) en Crazzy Steve (1)
  - NWA World Tag Team Championship (1 keer) – met A.J. Styles
  - Gauntlet for the Gold (2005 – Heavyweight)
  - Fight for the Right Tournament (2006)
  - 4e TNA Triple Crown Champion
  - 2e TNA Grand Slam Champion
  - TNA Hall of Fame (2018)
  - TNA Year End Awards (2 keer)
    - Who to Watch in 2004 (2003)
    - Match of the Year (2005) vs. Sabu, Barbed Wire Massacre op December 11
- Universal Wrestling Alliance
  - UWA Heavyweight Championship (1 keer)[10]
- World Wrestling Alliance
  - WWA Heavyweight Championship (1 keer)
- Wrestling Observer Newsletter
  - Best Gimmick (2012) Joseph Park, Esq.[24]
  - Worst Worked Match of the Year (2006) TNA Reverse Battle Royal bij TNA Impact!